# 段上錦
段上锦（1580年—？），又作段尚锦，字起下，號保宣，云南临安府建水州人，明朝政治人物。

## 生平
万历三十一年云南乡试第七名举人，三十五年（1607年）丁未科会试第一百七十九名，廷试三甲第五名進士，都察院觀政，本年六月授行人司行人，三十七年丁憂，三十九年補原职。

## 家族
曾祖段愷。祖父段效元。父段自然。母杨氏。慈侍下。兄賁锦。弟耀锦。